# Amityville Karen
Pour plus de détails, voir Fiche technique et Distribution.
Amityville Karen est un film d'horreur américain écrit par Julie Anne Prescott et réalisé par Shawn C. Phillips, sorti en 2022. Il met en vedettes dans les rôles principaux James Duval, Lauren Francesca et Dawna Lee Heising.

## Synopsis
Chaque quartier a une Karen, et Amityville ne fait pas exception. La Karen du quartier (Lauren Franscesca) est un être humain terrible, un peu raciste, une râpeuse. Inspectrice d’entreprise égocentrique, elle n’a qu’un plaisir dans la vie : mépriser tout ce qui bouge. Ce personnage exécrable vole une bouteille maudite de vin d’Amityville lors d’une visite dans un vignoble local en difficulté qu’elle a l’intention de faire fermer. Karen découvre rapidement que le prix à payer est beaucoup plus dangereux qu’une gueule de bois ordinaire. Elle apporte par inadvertance le meurtre et le chaos dans sa maison. Après l’avoir bue, Karen se met à avoir des visions, puis commence à tuer ceux l’ayant contrarié. Tout le monde sur son chemin devient une proie, et même un manager ne peut pas être appelé pour l’arrêter.

## Distribution
- Lauren Francesca : Karen
- James Duval : Troy
- Shawn C. Phillips : Alex
- Caleb Thomas : Kevin
- Ashleeann Cittell : Helen
- Derek K. Long : Dallas
- Kyle Clarington : Hank
- Jennifer Nangle : Annie
- Lilith Stabs : Bianca[5].
- Craig Sapenoff : Gerald
- Marc Pearce : Ivan
- Mike Ferguson : Le capitaine
- Carl Solomon : Barnaby
- Dawna Lee Heising : Chloe
- Bryant Smith : Doug
- Dustin Clingan : Garçon de piscine
- G. Larry Butler : Claude
- Brandon Krum : Warren[6].

## Production
Le tournage a eu lieu à San Diego, en Californie, aux États-Unis. Le budget est estimé à environ 230 000 $,. Le film est sorti le 21 juin 2022 aux États-Unis, son pays d’origine.